# Зайдинер, Виктор Изарович
Виктор Изарович (Израилевич) Зайдинер (1 октября 1922, Кременчуг, Полтавская губерния — 22 марта 2020, Зерноград, Ростовская область, Россия) ― советский и российский историк, доктор исторических наук, краевед, профессор, почётный работник высшего профессионального образования Российской федерации, академик Петровской академии наук и искусств города Санкт-Петербурга. Почётный гражданин города Зернограда. Ветеран Великой Отечественной войны.

## Биография
Виктор Изарович родился 1 октября 1922 года в Кременчуге. В 1940 году был призван в ряды Красной Армии. Служил на Дальнем Востоке курсантом первой учебной роты 131-го стрелкового полка элитной 78-й стрелковой дивизии. Участник Великой Отечественной войны. В 1945 году участвовал в боевых действиях против Японии.
В 1946 году Виктор Изарович приехал к родственникам в Ростов-на-Дону. В 1951 году окончил историко-филологический факультет Ростовского университета. Студентом интересовался историей Дона. Его дипломная работа: «Комсомол Дона в годы третьей пятилетки».
Зайдинер В. И. в 1951―1953 годах работал учителем истории в Донбассе. С 1953 года — в Азово-Черноморской государственной аграрно-инженерной академии. Вся его жизнь связана с этим вузом. Работал ассистентом, старшим преподавателем, доцентом. В 1959 году Виктор Изарович защитил кандидатскую диссертацию.
С 1971 по 1981 год Виктор Изарович Зайдинер заведовал кафедрой общественных наук. В 1985 году он защитил докторскую диссертацию, посвящённую проблемам советского строительства в годы довоенных пятилеток. С 1986 года работал профессором кафедры социально-экономических и политических наук Азово-Черноморской государственной аграрно-инженерной академии.
В сфере научных интересов Виктора Изаровича Зайдинера вопросы краеведения, истории промышленных и сельскохозяйственных предприятий Ростовской области. В 1993 году (в соавторстве с В. К. Горбенко) вышли две его книги: «Совхоз „Гигант“: прошлое, настоящее, будущее» и «Учебно-опытный зерносовхоз № 2: история и современность». В 1995 году вышла книга «Азово-Черноморский институт механизации сельского хозяйства в годы Великой Отечественной войны».
Виктор Изарович автор более 350 научных публикаций, в том числе монографий и книг по аграрным проблемам страны, истории Великой Отечественной войны и по проблемам патриотического и духовно-нравственного воспитания молодежи. В 1984 году монография В. И. Зайдинера по вопросам совхозного строительства была отмечена дипломом 1-й степени Северо-Кавказского научного центра высшей школы.
Из 30 книг Виктора Израилевича 14 написаны в соавторстве со супругой Сталиной Андреевной Ковыневой. В 2015 году супружеская пара Виктор Израилевич Зайдинер и Сталина Андреевна Ковынева были награждены знаком «Во благо семьи и общества».

## Труды[4]
- Зайдинер, В. И. Зерноградский (Мечетинский) район в годы Отечественной войны / В. И. Зайдинер, С. А. Ковынева. ― Ростов н /Д : Терра, 2003. ― С.27.
- Зайдинер, В. И. Зерноград / В. И. Зайдинер, Г. И. Забегайлов. ― Ростов н/Д: Кн. изд-во, 1979.
- Зайдинер, В. И. Город в степи / В. И. Зайдинер, Г. И. Забегайлов. ― Ростов н/Д: Кн. изд-во, 1971.
- Зайдинер, В. И. Зерноград и зерноградцы / В. И. Зайдинер, С. А. Ковынева. ― Ростов н/Д: Изд. Рост. ун-та, 1996. ― С. 306―319.
- Зайдинер, В. И. Во имя победы: Зерноградский (Мечетинский) район в годы Отечественной войны / В. И. Зайдинер, С. А. Ковынева. ― Ростов н /Д : Терра . 2003. ― С.27.
- Зайдинер, В. И. На пути к Победе / В. И. Зайдинер ― Ростов н/Д : Гефест, 1998. ― С.14―15;
- Зайдинер, В. И. Зерноград и зерноградцы. Изд.2-е, доп.. / В. И. Зайдинер, С. А. Ковынева. ― Ростов н/Д: ООО «Терра», 2012. ― С.69; 344―363.
- Зайдинер, В. И. Станица моя, Мечетинская (к 200-летию со дня основания) / В. И. Зайдинер. ― Ростов н/Д: ТЕРРА ПРИНТ, 2009. ― 536с.: ил.
- Зайдинер, В. И. Край родной. Зерноградскому (Мечётинскому) району ― 75 лет / В. И. Зайдинер, С. А. Ковынева. ― Ростов н/Д: Гефест, 1999. ― С.263 ― 265.
- Зайдинер, В. И. Азово-Черноморская государственная агроинженерная академия (АЧИМСХ) в годы Великой Отечественной войны. Историко-краеведческое исследование /В. И. Зайдинер , С. А. Ковынева. ― Ростов н/Д:ООО «Терра», 2005. ― 192с.:ил.
- Зайдинер, В. И. Люди твои, Земля. Закрытому акционерному обществу «СКВО» ― 80 лет / В. И. Зайдинер, С. А. Ковынева. ― Ростов н/Д: ООО «Терра»; НПК «Гефест», 2000. ― 224 с.
- Зайдинер, В. И. Ты помнишь, как всё начиналась…?: [о строительстве г. Зернограда] / В. Зайдинер, С. Ковынева // Донской маяк. ― 2014. ― № 18 (1 мая). ― С.2.
- Зайдинер, В. Первые шаги. Из истории районной газеты / В. Зайдинер, С. Ковынева // Донской маяк. ― 2010. ― № 9.-С.5.

## Награды и звания
- Орден Отечественной войны II степени
- Медаль «За боевые заслуги»
- Медаль «За победу над Германией в Великой Отечественной войне 1941—1945 гг.»
- Медаль «За победу над Японией»
- Ветеран Великой Отечественной войны
- Почётная грамота Президиума Верховного Совета РСФСР
- Доктор исторических наук
- Профессор
- Почётный работник высшего профессионального образования Российской федерации
- Академик Петровской академии наук и искусств города Санкт-Петербурга
- Почётный гражданин города Зернограда